# ここから夏のイノセンス!
『ここから夏のイノセンス!』は、クロシェットより2015年11月27日に発売された18禁恋愛アドベンチャーゲーム。

## ストーリー
主人公たちが暮らしている時代より少し前の時代。来るべき情報社会へ向けて着々と発展を遂げる都市部と比べ、晶生村は昔ながらの面影を残したままの静かな山村集落であった。そしてそれより100年後の未来、徹底した能力主義と成績によってのみ評価されるシビアな競争社会の中にあって、千種由嗣は落ちこぼれと言われる存在であった。
ある日「プロムナード」のため過去渡航をすることになった蛍塚アリカとユノが旅立った後、由嗣は興味本位から許可なく近づくことが禁止されているゲートに近寄ると、本来許可を得たものしかくぐれないはずのゲートをなぜかくぐれてしまう。そしてアリカたちを追うように100年前の晶生村に来た由嗣は山の中で道に迷ってしまうが、由嗣の前に一匹の蛍が現れ導かれるように星ヶ淵へとたどり着く。そこで由嗣は淵の中に入ってたくさんの蛍とたわむれている初姫いろはと出会うことになった。

## 登場人物

### 主人公
千種 由嗣（ちぐさ よしつぐ）
本作の主人公。未来の世界では成績が悪くて評価も低く、落ちこぼれのレッテルを貼られている。また未来で普及している「エンゲージ」と呼ばれる人工的な出産システムによる生まれではなく、恋愛結婚をした両親から、すでに廃れていた自然分娩によって生まれた。そのため生まれによっても異端児扱いをされている。また未来の人が失ってしまった性欲を持っているが、未来ではそのことを知られると気味悪がられるため隠しており、晶生村でも当初は知られないように振る舞っている。
許可なく過去渡航をしてしまった由嗣であったが、ゲートが再充填して開くまでの間、アリカたちのプロムナードを手伝うという名目で滞在が許可され、その間はいろはの家に居候をすることとなった。

### ヒロイン
蛍塚 アリカ（ほたるづか アリカ）
声：あじ秋刀魚
血液型：A型 T160 B87/W57/H84
未来ではスクールを代表するエリートであり、スクール生の羨望の的でもある。「プロムナード」の題材として100年前の晶生村を調査するため、妹のユノとともに正式な許可を得て過去渡航をしてきた。ドローンなどのハイテク機器を器用に使いこなす。
蛍塚 ユノ（ほたるづか ユノ）
声：くすはらゆい
血液型：O型 T142 B71/W49/H80
アリカの妹で「プロムナード」のためアリカとともに過去渡航をしてきた。アリカとは父親が同じ。由嗣が性欲を持っていることを見抜いている。
初姫 いろは（はつひめ いろは）
声：桃井いちご
血液型：O型 T145 B77/W53/H78
代々星ヶ淵を守り、夏祭りでは舞い手を務める初姫家の一人娘。両親を事故で亡くしており、祖母のもとで暮らしている。村のみんなからは「いっちゃん」と呼ばれてかわいがられている。
由嗣が晶生村に来て最初に出会う少女で、蛍の導きによって出会ったことから運命を感じており、由嗣をお兄さんと呼んで慕っている。
久万里 寿（くまり ことぶき）
声：遥そら
血液型：AB型 T151 B92/W58/H89
いろはの２歳上の幼馴染で親友同士。村長の娘であり、父から由嗣たちの面倒を見ることをいいつかった。胸が大きいことを気にしており、男性から胸を性的な目で見られることを嫌がっている。

### サブキャラクター
鴫原 紅緒（しぎはら べにお）
声：桜川未央
血液型：A型 T155 B83/W60/H82
いろはの３歳上の幼馴染。弟妹が多く、篁からはまとめて「鴫原軍団」と呼ばれている。由嗣とアリカの滞在中、晶生学園でのクラスメートとなる。早くから由嗣に好意を寄せている。サブキャラクターであるが「EXTRA ROUTE」としてシナリオとエンディングが用意されている。
クラレッタ・リットリオ (Craletta Littorio)
声：鶴屋春人
血液型：O型 T162 B89/W61/H91
イタリア系日本人の未来人で、晶生村での滞在が5年となる駐在調査員。連絡員として由嗣とスクールの間で連絡を受け持ってくれている。未来から来た蛍塚アリカと蛍塚ユノに一つずつ部屋を貸し与え一緒に生活をしている。晶生村の自宅でハーブを栽培しており、初姫家にお裾分けしたりしている。サブキャラクターであるが「EXTRA ROUTE」としてシナリオとエンディングが用意されている
久万里 篁（くまり たかむら）
声：神代一
血液型：AB型 T175
村長の息子であり寿の兄。都会へのあこがれを強く抱いている。
宮園 小萩（みやぞの こはぎ）
声：ヒマリ
血液型：AB型 T157 B85/W56/H85
こっそりと未来から晶生村へやってきており、クラレッタも当初は把握していなかった。主人公たちが帰る一週間ほど前から潜入していたらしく、村の中を行動する時は光学迷彩で自身の姿を消していた。しかし、村の人々からは人型の陽炎として認識されていて、妖怪の類ではないかと言われていたほど。そして、主人公たちが帰る日にクラレッタによって発見された。
久万里 兵衛（くまり ひょうえ）
声：小田桐ヒョーマ
寿と篁の父で晶生村の村長。
久万里 英
声 - 御苑生メイ
寿と篁の母。
初姫 かずゑ
声：樹ひなの
いろはの祖母。顔は怖いが優しい。裁縫や料理が得意らしく、由嗣のために息子（いろはの父）の服のサイズ合わせを目分量で調節できるほど。
岩尾 豊茂
声：スヲウケイ
花本 進
声：永倉仁八
門田 佐智子
声；立花あおい

## 用語
晶生村
由嗣たちが暮らすことになった村。この村は蛍と縁が深く、村民は村を「蛍の里」と自認している。周囲からある程度隔絶された地形のため、時代から取り残されている反面、豊かな自然や伝統的な家屋や文化、共同体が残されている。村人はかなり気さくで友好的。
晶生学園
由嗣たちが通うことになった学園（ただし仮編入扱い）。木造校舎でかなりの小規模校だが、制服は洒落たデザインのものが採用されている。
星ヶ淵
たくさんの蛍が住む淵で、由嗣といろはの出会った場所。
ゲート
時間移動が確立されている未来の技術で、過去の特定の地点とつなげて時空間を貫いたトンネルのようなもの。普段は閉じており、過去渡航を許可された者が通る時のみ開かれる。またその際にはエネルギーの充填も必要となる。
プロムナード
未来のスクールでの卒業試験または卒業論文のようなもの。その後の進路もプロムナードの評価でほぼ決まるとされている。
エンゲージ
出生率の減少を食い止めるために作られた社会制度、およびそのシステムで、母胎によらない対外での人工出産技術。遺伝子提供元（両親）の組み合わせには制約がなく、同性や近親であってもパートナーとなり子供を作ることができる。恋愛や婚姻に拠らないため、能力や社会的地位などの優秀な遺伝子をパートナー求める傾向が強く、そのことから能力主義や競争社会の遠因ともされる。

## スタッフ
- 原画・キャラクターデザイン:せせなやう
- シナリオ:保住圭、姫ノ木あく、和泉万夜、深山ユーキ

## 主題歌
オープニングテーマ「君とつくるもうひとつの未来」
作詞・歌 - AiRI / 作曲・編曲 - 宮崎京一 / サウンド・プロデュース - bamboo（milktub）
エンディングテーマ「夏空」（アリカ、いろはED）
作詞 - 相良心 / 作曲 - Yo-Hey / 編曲 - 清水永之、宮崎京一 / 歌 - AiRI
エンディングテーマ「Innocent Summer」（ユノ、寿ED）
作詞 - yozuca* / 作曲 - Yo-Hey / 編曲 - chokix / 歌 - AiRI